# Coll de Saraís
El Coll de Saraís és un coll a 1.756,7 m d'altitud situat en el terme municipal de Sarroca de Bellera (antic terme de Benés, de l'Alta Ribagorça), del Pallars Jussà.
Transitava per aquest coll el camí de Manyanet a Erta. Situat al nord-oest del poble de Manyanet, a la dreta del barranc de Manyanet, i en els contraforts meridionals del Serrat de Casa Milanos. Actualment és un coll de muntanya, i no hi passa cap dels camins avui dia usuals.